# Strömsholms slott

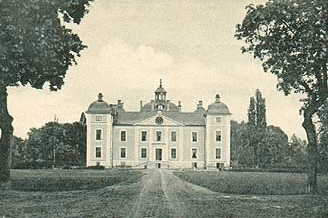
Strömsholms slott omkring år 1900.

Strömsholms slott ligger i Strömsholm, två mil sydväst om Västerås, i Kolbäcks socken i Hallstahammars kommun. Slottet ägs och förvaltas av svenska staten och ingår i den kungliga dispositionsrätten. Anläggningen ingår i Ekomuseum Bergslagen.

## Historik

### Den tidigare borgen
Redan under medeltiden fanns på platsen en befäst gård som då hette Mölntorp. Gustav Vasa lät på 1550-talet uppföra en kraftig stenborg på ön i den nedre delen av Kolbäcksån (vilken bildar en naturlig vallgrav), och denna bildade grunden till det nuvarande Strömsholms slott. Borgen blev änkesäte för drottning Katarina, liksom även för drottning Maria Eleonora, som emellertid tillbringade större delen av sin tid på Gripsholms slott. 
Drottning Hedvig Eleonora fick borgen i morgongåva av sin man, Karl X Gustav, och det var hon som lät bygga om den gamla borgen till ett modernt barockslott 1669. 

### Det nuvarande slottet
Ritningarna till Strömsholm gjordes av Nicodemus Tessin d.ä., som även fann en liknande arkitektonisk lösning för Drottningholms slott. Slottet stod helt färdigt år 1681. 
Änkedrottning Hedvig Eleonora lät också uppföra många andra byggnader kring slottet, varav en del, såsom ett värdshus och en byggnad för tjänstefolk, ännu står kvar idag. En annan byggnad är den så kallade "Dråtningbyggnaden", ett trähus i två våningar där Hedvig Eleonora bodde medan slottet uppfördes: denna byggnad användes sedan också av Karl XI och hans familj då de besökte egendomen, även efter det att slottet var färdigt. Strömsholm var ett av de slott som användes oftast av Hedvig Eleonora och hennes familj: Karl XI kallade slottet "hemma" och både han och Karl XII lärde sig att rida på egendomen. Hedvig Eleonora slutade använda Strömsholm efter sonens och svärdotterns död. 
Eftersom slottet redan på 1730-talet visade de första tecknen på förfall, restaurerades det tillfälligt av drottning Ulrika Eleonora. Sedan kronprinsessan Sofia Magdalena fått Strömsholm i bröllopsgåva av dåvarande kronprinsen Gustav (III), fortsatte restaureringen och det skedde då en del mindre ombyggnader. 
År 1858 blev Strömsholm centrum för Arméns ridskola samt ett internat, vilket det var i ett helt sekel. Under 1868 ritades en ny fasad för orgeln, högst upp i slottskapellet. Orgelfasaden ritades av arkitekten Adrian Crispin Peterson som vid tillfället bodde och arbetade i Uppsala som e.o. konduktör för Överintendentsämbetet.
År 1968 blev slottet ett statligt museum där främst svensk 1600-talskonst visas, men platsen fungerar än idag som ett hippologiskt centrum med högskola och gymnasium inom ridsport. Hästtävlingar hålls i slottsparken varje år.

## Slottskapellet

### Orgel
1740 byggde Daniel Stråhle en mekanisk orgel med 10 stämmor. Orgeln ska vara bekostad av drottning Ulrika Eleonora och fick en ny orgelfasad efter ritningar av arkitekten Adrian Crispin Peterson 1868.
| Manual          |
| Gedackt 8'      |
| Qvintadena 8' B |
| Flöjt 8'        |
| Principal 4'    |
| Gedackt 4'      |
| Spetsflöjt 4' B |
| Qvinta 3'       |
| Superoktava 2'  |
| Scharf 3        |
| Mixtur          |
| Vox virginea    |

1990 hade orgeln följande disposition:
| Manual            | Pedal   |
| Gedackt 8'        | Bihängd |
| Qvintadena 8' B/D |         |
| Principal 4'      |         |
| Spitsfleut 4' B/D |         |
| Oktava 2'         |         |
| Qvinta 1 1⁄3'     |         |
| Scharf 3 chor     |         |
| Vox virginea 8' D |         |

#### Diskografi
Inspelningar av musik framförd på slottskyrkans orgel.
- John Wellingham playing on the organ of Strömsholm castle chapel. CD. Proprius PRCD 9143. 1995.

## I populärkultur
I expansionen Gods and kings av spelet Civilization 5 befinner sig den svenska civilisationens ledare Gustav II Adolf på Strömsholms slott.